# Michał Chorośnicki
Michał Chorośnicki (ur. 1948, zm. 20 grudnia 2019) – polski prawnik i politolog, profesor Uniwersytetu Jagiellońskiego.

## Życiorys
Uzyskał tytuł magistra na Wydziale Prawa Uniwersytetu Jagiellońskiego. Obronił pracę doktorską, 26 września 1994  habilitował się na podstawie oceny dorobku naukowego i pracy zatytułowanej Stany Zjednoczone Ameryki wobec państw Afryki na południe od Sahary w latach siedemdziesiątych. 13 stycznia 2009 nadano mu tytuł profesora w zakresie nauk humanistycznych.
Został zatrudniony na stanowisku profesora nadzwyczajnego w Wyższej Szkole Administracji w Bielsku-Białej na Wydziale Nauk Humanistycznych i Studiów Międzynarodowych. Objął funkcję profesora zwyczajnego w Wyższej Szkole Administracji w Bielsku-Białej na Wydziale Nauk Humanistycznych i Społecznych, oraz w Instytucie Nauk Politycznych i Stosunków Międzynarodowych na Wydziale Studiów Międzynarodowych i Politycznych Uniwersytetu Jagiellońskiego.
Był członkiem Komisji Historii Wojen i Wojskowości na II Wydziale Historycznym i Filozoficznym Polskiej Akademii Umiejętności, a także Polskiego Towarzystwa Nauk Politycznych.

## Publikacje
- 1993: Stany Zjednoczone Ameryki wobec państw Afryki na południe od Sahary w latach siedemdziesiątych[1]
- 2007: Implikacje zwalczania terroryzmu międzynarodowego w Europie dla Polski[1]
- 2012: Problemy energetyki atomowej w Unii Europejskiej[1]
- 2016: Kalifat : epizod czy trwały element współczesnego terroryzmu?[1]